# Geoffroy de Gometz
Geoffroy de Gometz est un chevalier du XIe siècle issu d'une famille d'Île-de-France, la maison de Gometz, installée sur la frontière entre le domaine royal et les territoires des comtes de Blois. Un membre de cette famille, Guillaume de Gometz, est bien connu pour avoir notamment occupé la fonction de sénéchal du roi Henri Ier, et pour être le frère d'Hodierne, épouse de Gui Ier de Montlhéry et fondatrice du prieuré de Longpont-sur-Orge, qui devint la première implantation de Cluny près de Paris.

## Famille
L'acte royal de Philippe Ier, en 1074, confirmant les dons de Geoffroy de Gometz à l'abbaye de Marmoutier, sans doute effectués vers 1065, nous donne un premier aperçu de sa famille. Sont successivement cités : Ermengarde, sa femme ; Simon, Amaury et Geoffroy, ses fils ; son frère Ursus ; son gendre Roric ; ses neveux/parents Simon et Mainier, les fils d'Amaury Ier de Monfort. Une charte du cartulaire de Longpont, datée de 1066, nous apporte des confirmations et des informations complémentaires : "Gaufredus, filius Gaufredi, dedit Deo & Sancte Marie de Longo Ponte, pro anniversario suo atque patris sui, in castello quod vocatur Medenta, tres sextarios salis & LXta anguillarum pisces ; atque Guillermus, suus miles, de Buscheleio, pro anima sua, sextarium unum in die sollempnitatis sancti Andree & hoc profisuum omnibus diebus hujus seculi. Hujus rei adsunt testes : Ermengardis uxor ejus ; Symon filius ejus ; Hergodus, decanus Sancte Genovefe ; Andreas, miles ; Amauricus filius Gaufredi ; Hugo, qui sororem Ermengardis habite ; ex parte sancte Marie : Robertus prior, Bernardus modo custos ecclesie ; Robertus, Ranulfus, Teolus." On trouve sa femme, Ermengarde, Simon et Amaury, ses fils, et un neveu Hugues. Il est le fils d'un geoffroy. Deux autres personnages sont cités : Hilgod et Andreas, que l'on identifient souvent dans les chartes de Marmoutier, le premier comme ancien évêque de Soissons, puis abbé, et le second comme moine et frère d'Hilgod.
Les  chartes de Marmoutier et de Saint-Aubin d'Angers, qui confirment que le patronyme d'Hilgod et d'Andreas est bien "Gometz", ainsi que la lettre 18 d'Yves de Chartres évoquant les frères Hilgod et Andreas d'une part, et leur frère Simon de Neauphle d'autre part, permettent d'établir quelques hypothèses : 
- Geoffroy de Gometz a eu des enfants d'un premier mariage : Hilgod, Andreas et une fille mariée à Roric.
- les noms des enfants de son second mariage, Simon et Amaury, et la présence comme témoins de neveux/parents que sont les fils d'Amaury Ier de Montfort, indiquent qu'Ermengarde est la soeur de Simon Ier et Mainier de Monfort, ou bien que Geoffroy est le frère ou un parent très proche de la femme d'Amaury, une certaine "Bertrade".
- lors de la fondation[5] de l'abbaye des Vaux-de-Cernay par Simon de Neauphle et sa femme Eve, en 1118, une donation complémentaire est faite par Simon de Gometz et sa femme Hersende, vassaux de Simon de Neauphle ; ce Simon de Gometz pourrait être un fils d'Andreas, chevalier avant de se faire moine.

De plus, une charte de Saint-Père de Chartres, datée de 1066, rassemble trois seigneurs : "... Gausfredus de Gummeth, Simon de Monte Forti, Mainerius, frater ejus...", aux côtés du comte Raoul IV du Vexin et de son fils Gautier.
Geoffroy de Gometz évolue dans les mêmes cercles que les fondateurs des maisons de Monfort, Montlhéry et Montmorency, plus ou moins proches des rois selon les circonstances, notamment dans les conflits du Vexin et avec la Normandie. Ainsi, dans l'acte royal de 1074 précité, sont témoins : Milon Ier de Montlhéry et son frère Guy le Rouge, vicomte de Rochefort, Hugues Roux de Châteaufort, fils de Milon Ier de Chevreuse, Galeran comte de Meulan, Guicher de Neauphle... Les seigneurs de Neauphle porteront longtemps les couleurs des Montfort.

## Les possessions
Geoffroy de Gometz n'est plus rattaché au fief de Gometz-le-Châtel qui relèvent de Guillaume de Gometz et de sa soeur Hodierne, puis des seigneurs de Montlhéry, Gui le Rouge et son fils Hugues de Crécy, notamment. La charte de 1074 précitée, localise les biens constituant la donation : église et village de Bazainville, revenus de l'autel de Bisconcelles à Orgerus, deux sites près de Houdan, un fief des Montfort ; des prébendes et une sépulture près de Versailles, sans doute à Châteaufort ; des coutumes au château de Mantes.
- Concernant Bazainville, Simon de Neauphle en confirmera la donation, ainsi que Bisconcelles, à Marmoutier, sous l'autorité d'Yves de Chartres[7].

- Châteaufort est alors une importante forteresse constituée de trois châteaux, appartenant à Gui Ier de Montlhéry, le "Donjon", son frère Hugues Roux de Châteaufort, château "de la Motte" et le chevalier Amaury, château "de Marly". Cet Amaury, considéré comme le fils de Geoffroy de Gometz, y construit, en 1069, une église en l'honneur de Saint-Christophe[8], y établit des chanoines, puis la donne[9], en 1074, au monastère de Saint-Pierre de Bourgueil, avec les consentements de ses suzerains, Gui Ier de Montlhéry et Hugues de Châteaufort, et les confirmations par actes royaux de Philippe Ier.

- Mantes revient dans plusieurs actes : la charte en faveur du prieuré de Longpont-sur-Orge est signée au château de Mantes, pour des dons relevant dudit château. Dans la charte de Saint-Père de Chartres, l'on voit Geoffroy de Gometz valider la donation de la veuve d'un chevalier du château de Mantes. Les Gometz devaient défendre avec les Montfort, les lignes de partage conflictuelles du Vexin entre les comtes de Melan et de Mantes, et le duc de Normandie.